# إريك باتشال
إريك باتشال (بالإنجليزية: Eric Paschall) هو لاعب كرة سلة أمريكي يلعب في مركز لاعب هجوم قوي الجسم في نادي غولدن ستايت ووريورز.

## روابط خارجية
- إريك باتشال على موقع إن بي أي (الإنجليزية)
- إريك باتشال على موقع سبورتس رفرنس (الإنجليزية)
- إريك باتشال على موقع كرة السلة الأوروبية.كوم (الإنجليزية)
- إريك باتشال على موقع إي إس بي إن.كوم (الإنجليزية)
- إريك باتشال على موقع كلية كرة السلة في سبورتس رفرنس.كوم (الإنجليزية)
- إريك باتشال على موقع ريلجم (الإنجليزية)
- إريك باتشال على موقع بروبوليرز (الإنجليزية)
- إريك باتشال على موقع سبورتس رفرنس (الإنجليزية)